# アナプラズマ病
アナプラズマ病（アナプラズマびょう、英: anaplasmosis）は、アナプラズマ属の細菌 Anaplasma marginale あるいは Anaplasma centrale 感染を原因とする牛の感染症。
日本ではAnaplasma marginale感染を原因とするアナプラズマ病が、家畜伝染病予防法において法定伝染病に指定されている。なお、日本獣医学会の提言で法令上の名称が「アナプラズマ病」から「アナプラズマ症」に変更された。

## 特徴
感染はマダニ類や吸血動物媒介性であり、これらの媒介動物はバベシアやタイレリアも同時に媒介することから、混合感染の比率が高い。発熱、貧血、黄疸などの症状を示し、その症状は若齢では弱く、高齢になるほど強くなる。診断は血液塗抹のギムザ染色、CF反応、毛細管凝集反応、間接蛍光抗体法によって行う。
治療にはガナゼック（ジミナゼンジアセチュレート）、パマキン（8-アミノキノリン製剤の1つ）、テトラサイクリン系抗生物質が有効。予防はマダニ類や吸血動物の駆除が有効である。